# 應朝卿
應朝卿（1563年—1608年），字行叔，号兰皋，浙江台州府临海县籍仙居县人。明朝政治人物。同進士出身。

## 生平
嘉靖癸亥（1563年、官年）七月二十五日生。萬曆十六年（1588年）戊子科浙江鄉試舉人，十七年（1589年），联登己丑科三甲九十二名進士，通政司觀政，八月授福建建安县知縣；萬曆二十年，以贤能调晋江縣知縣。為官赈恤有功，二十三年欽取，升任山西道御史，本年巡视南城，二十五年貴州巡按，二十七年差两淮巡盐，二十九年湖广巡按，三十四年升永平兵备右參政，三十六年升江西南昌按察使，本年卒于官。

## 家族
曾祖應匡，贈吏部主事、加贈工部员外郎；祖應大猷，刑部尚書；父應存素，贡士。